# بلدة غرانت (مقاطعة شبوغن)
غرانت، مقاطعة شبوغن (بالإنجليزية: Grant Township, Cheboygan County, Michigan)‏ هي بلدة تقع بولاية ميشيغان في الولايات المتحدة. تبلغ مساحتها 150.1 (كم²)، وترتفع عن سطح البحر 204 م، بلغ عدد سكانها 947 نسمة في عام تعداد الولايات المتحدة 2000 حسب إحصاء مكتب تعداد الولايات المتحدة وتصل الكثافة السكانية فيها 7.5 نسمة/كم2.

## وصلات خارجية
- The US50 - Cities and Towns in Michigan State
- Michigan Cities and Towns, Facts, Map, Flag, Colleges, Government, and More